# Marco Petrus
Pour les articles homonymes, voir Petrus.
Marco Petrus, né le 30 mai 1960 à Rimini, est un peintre italien.